# Postroute Braunschweig–Holzminden
Dieser Artikel behandelt die fahrenden und reitenden Posten nach Göttingen und weiter nach Kassel. Ebenso behandelt der Artikel die Postgeschichte der Orte im Kreis Holzminden.

## Reit- und Fahrpost

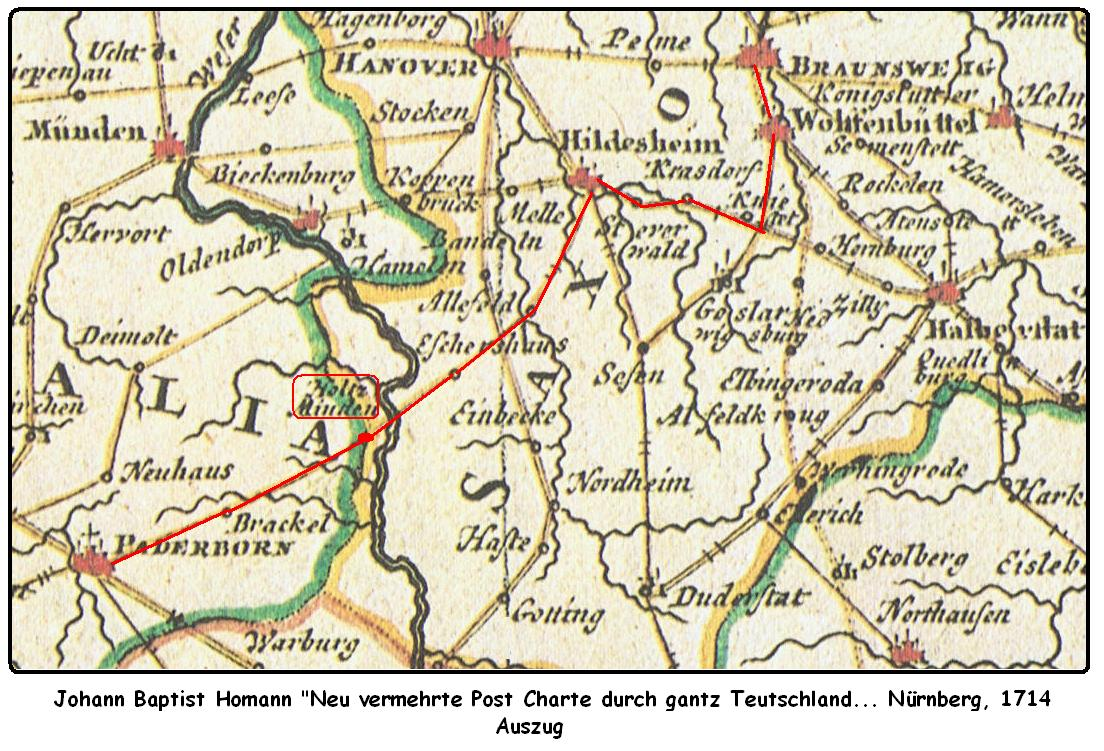
Auszug aus einer Karte von 1714

Die Post-Charte von 1714 zeigt die Möglichkeit einer Verbindung von Braunschweig über Wolfenbüttel nach Kniestedt, über Grasdorf nach Hildesheim und über Alfeld und Eschershausen nach Holzminden.
Eine braunschweigische Landespost hat in Holzminden bereits vor 1743 bestanden, denn schon vor der Fahrpost von Braunschweig nach Holzminden im Jahre 1743, hat es eine Route des reitenden Postboten von Braunschweig über Gandersheim, Holzminden weiter nach Paderborn gegeben.
Für das Jahr 1764 gibt die von den Thurn und Taxis betriebene Kaiserliche Reichspost die Fahrposten von Braunschweig über Wolfenbüttel 1 – Barum 2 – Lutter 2 – Seesen 2 – Gandersheim 1 – Greene 1 – Wickensen 2 nach Holzminden 1 und weiter über Höxter 2 – Carlshaven 2 nach Kassel 3 Meilen an. Sowie als zweite Route ab Braunschweig und Wolfenbüttel 1 – Gitter 4 – Greene 4 – Hamelsborn 3 bis Holzminden 2 und weiter über Brackel 3 nach – Paderborn 3 Meilen.
180 Jahre nach Einrichtung einer reitenden Post von Berlin in die preußischen Rheinprovinzen, erkannte man die Notwendigkeit einer Verkürzung der Strecke, nicht um das Herzogtum Braunschweig herum, sondern von Helmstedt bis Holzminden durch das Herzogtum zu führen. Die beiden Postbehörden einigten sich im Jahre 1822 auf eine Reitpost von Berlin über Magdeburg, Braunschweig, Seesen, Holzminden, Paderborn nach Düsseldorf und Köln.
In Braunschweig gab es 1832 bereits zwei Schnellposten, im Sommerhalbjahr zweimal wöchentlich über Königslutter und Helmstedt mit Anschluss nach Berlin, im Sommer mit dem Eilwagen oder Diligence oder im Winter mit der gewöhnlichen, fahrenden Post.
Ebenfalls zweimal wöchentlich eine Schnellpost von Braunschweig über Wolfenbüttel, Halberstadt und Halle nach Leipzig und daneben noch eine fahrende Post nach Leipzig.
Hinzu kamen reitende Posten:
- 1. Viermal wöchentlich nach Northeim, und von dort nach Göttingen, Kassel, Frankfurt etc.
- 2. Viermal wöchentlich nach Celle, auf Bremen Oldenburg, Ostfriesland, Hamburg, Scandinavien etc.
- 3. Zweimal nach Holzminden, Paderborn (die preußisch Berlin–Cölner), nach Hannover und Hildesheim.

Fahrende Posten gab es nach Calvörde, Kassel, Celle (Bremen) Hannover, Hildesheim, Goslar (und dem Harze), Halberstadt (Sachsen und Österreich), Hamburg (Dänemark und dem Norden), Hameln, Holzminden (Preußisch nach Paderborn, Westfalen und Hessen) Northausen (früher die Gelbe Kutsche) und einmal täglich nach Wolfenbüttel.

## Holzminden

Frühe Poststempel von Holzminden

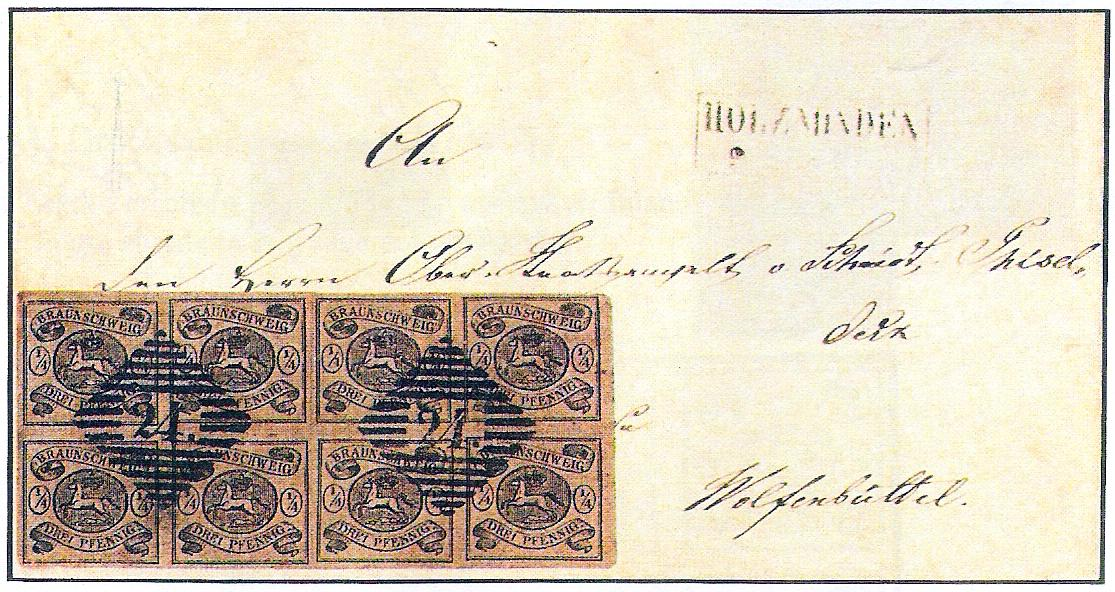
Zwei (8x¼) Silbergroschen mit dem Rostrautenstempel Nr. „24“ zur Entwertung der Freimarken und der Rechteckstempel Holzminden

Todesanzeige eines braunschweigischen Postmeisters nach 57 Dienstjahren

Die braunschweigische Landespost bestand in Holzminden vor 1743; denn schon vor der Fahrpost von Braunschweig nach Holzminden im Jahre 1743 gab es eine Route des reitenden Postboten von Braunschweig über Gandersheim, Holzminden weiter nach Paderborn.
In der napoleonischen Zeit (1808–1813) wurde der erste Einzeiler „HOLZMINDEN“ zwischen 1809 und 1834 verwendet. Als Postdirektor der Königlich Westphälischen Post wird Herr Raabe als Directeur 3. Classe (1810–1813) genannt.
Ein weiterer Einzeiler wurde zwischen 1831 und 1835 verwendet.

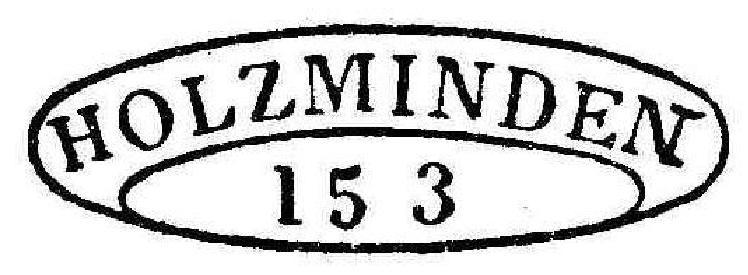
Der so genannte Schnallenstempel

Für Briefstempelungen wurde von 1835 an nur noch der ausschließlich in Holzminden verwendete Schnallenstempel mit Druckzahldatum benutzt. Nach 1853 findet man ihn auch auf Belegen aus dem Innendienst der Post.
Seit 1853 wird ein Rechteckstempel mit Datum, Stern und Uhrzeit in Ziffern abgeschlagen. Der Zweikreisstempel mit Tag, Monat, Jahr und Uhrzeit kam 1866 nach Holzminden. Zur Entwertung der Postwertzeichen verwendete man den Rostrautenstempel mit der Nummer „24“
Ein kleinerer Zweikreisstempel mit Datum und Morgens/Abends wurde als Ankunftstempel verwendet.
Das General-Circular der Post berichtete, dass der Chartenwechsel zwischen Holzminden und dem Thurn & Taxisschen Postamt in Bremen aufgehoben wurde. Die neue Convention mit Thurn & Taxis trat am 1. November 1835 in Kraft. „Der Chartenwechsel Holzminden und Lemgo, auch Detmold (Porto 2 Ggr. für ¾ Loth) wurde beibehalten“.
In den Adressbüchern werden folgende Postmeister des Postamts in Holzminden aufgeführt: August Heinrich Raabe, Postrath (1833–1840), Carl Raabe (1841–1854) „Postsekretär Raabe zu Holzminden ist zum 15. Januar 1846 zum Postmeister, die bisherigen Postschreiber Feise und Rosenbaum zu Postsekretärs ernannt worden“, Georg Lindau (1854–1865), „Seine Hoheit der Herzog haben gnädigst geruht dem Postmeister Lindau zu Holzminden den Charakter ‚Postrath‘ zu verleihen“ (ab 1864), Albert Damköhler (14. August 1865–1871), er war zwischen 1843 und 1845 als Postschreiber von Braunschweig nach Holzminden und zurück nach Braunschweig versetzt worden. Bevor er nach Holzminden kam, war er in Harzburg. Die Braunschweigischen Anzeigen berichten am 5. Oktober 1865: „Dem Postmeister Damköhler wurde die Verwaltung des Bahn- und Postamts in Holzminden übertragen“. Nun folgten als Postdirektoren Theodor Hörstel (1872–1876), Werner Persun (1877–1879), Otto Wirstorf (1880–1893); in seine Zeit fiel 1887 die Umwandlung in ein Postamt I. Klasse. Weitere Postdirektoren in Holzminden waren Carl Knackstedt (1894–1896), Martin Kesting (1897–1903) und Oskar Georgii (1904–1916).
1844 ging das einfache Ehrenzeichen an den Postillion Ludwig Kühne zu Holzminden.
Als nächste Quelle dienten die Braunschweigischen Anzeigen. Sie berichtete am 10. August 1865: „In Holzminden werden a) Courant bis 8 Lot und b) Papiergeld und sonstige Wertgegenstände bis 50 Taler und dem Gewicht bis 8 Lot zugestellt. Die Aushändigung wird im Quittungsbuch bescheinigt.“
Der berühmte Postler Rudolf Schottelius (* 26. Juli 1816 in Braunschweig; † 31. März 1881 in Braunschweig) besuchte das Gymnasium in Holzminden; danach trat er 1834 als Postschreiber in Wolfenbüttel seine erste Stelle an. 1848 wurde er Postinspektor und 1868 nach der Begründung des Norddeutschen Bundes Oberpostdirektor und Chef der Postinspection Braunschweig. Seiner Initiative schreibt man zu, dass Braunschweig Sitz einer kaiserlichen Oberpostdirektion wurde.

## Fürstenberg an der Weser

Poststempel von Fürstenberg

Im Jahre 1747 ordnete Herzog Carl I. die Anlage der Porzellanmanufaktur Fürstenberg an, was wahrscheinlich zur Einrichtung einer Post-Expedition führte.
In der napoleonischen Besatzungszeit unterstand die Postanstalt dem Post-Expediteur Lungershausen (1810–1813). Er erhielt einen Einzeiler-Stempel, der bis 1830 in Gebrauch blieb. Gefolgt von einem weiteren Einzeiler, den man bis 1854 verwendete. Seit 1840 wurde gelegentlich das Datum handschriftlich beigesetzt.
Eine Conventions vom 1. November 1835 mit der Thurn und Taxisischen Post betraf den Postkurs Holzminden-Kassel über Lauenförde und Carlshafen.
Der Rechteckstempel mit Datum, Stern und Uhrzeit wurde 1853 eingeführt. Zur Entwertung der Postwertzeichen wurde der obligatorische Rostrautenstempel mit der Nummer „13“ geliefert.
Im Jahre 1878 wurde die Postexpedition in eine Postagentur umgewandelt.

## Bevern

Frühe Poststempel von Bevern

Es ist anzunehmen, dass Bevern bereits seit 1743, mit der Einrichtung der Fahrpost von Braunschweig nach Holzminden, seine Postanstalt hatte. Briefe aus dieser Zeit haben einen handschriftlichen Ortsvermerk. Es wird sich um eine Briefsammlung gehandelt haben.
Die Briefsammlung hat auch in der Zeit des Königreichs Westphalen bestanden. Obwohl Bevern in der einschlägigen Literatur über Postanstalten im Königreich Westphalen nicht genannt wird. Allerdings ist aus dieser Zeit der Einzeiler bekannt. Nach der Vertreibung der Franzosen ging es mit gleichem Stempel weiter. Seit 1836 wurde handschriftlich das Datum in Ziffern nachgetragen.
In den Adressbüchern, seit 1833, wird eine Postwärterei unter dem Postwärter Friedrich Mönkemeyer (1833–1851) für Bevern angegeben.
Im General-Circular (90) vom 20. April 1850 wird berichtet, dass der Postwärter Mönkemeyer (1833–1850) zu Bevern gestorben ist, sein Nachfolger wurde Werkmeister August Uhden (1852–1873) als Postexpedient.
1852 erhielt die Post in Bevern den Rang einer Postexpedition. Bevern erhielt einen zweizeiligen Rechteckstempel. Seit 1856 sind die Briefmarken zusätzlich mit dem Rostrautenstempel mit der Nummer „3“ entwertet worden.
Die Reichspost machte die Postexpedition im Jahre 1870 zu einer Postexpedition II. Klasse und wandelte sie 1874 in eine Postagentur um. Postagent war, wie bisher 1879 August Uhden; vielleicht war es auch inzwischen der Sohn. Ihm folgten Hugo Uhden bis 1892 und Albert Stuckenberg. Einige umliegenden Ortschaften wurden durch Landbriefträger versorgt.

## Ottenstein

Frühe Poststempel von Ottenstein

Seit wann eine Postanstalt in Ottenstein (Ort mit Amtsgericht) bestanden hat, konnte nicht ermittelt werden.
Im Königreich Westphalen gehörte Ottenstein im Departement der Fulda zum Distrikt Höxter im Kanton Bodenwerder. Ab 1. September 1810, mit der Einverleibung Hannovers, kam es in das Departement der Leine und gehörte zum Kanton Rinteln. Es gab hier eine Postexpedition unter dem Postexpediteur Wilke (1810–1812). Stempel aus dieser Zeit sind nicht bekannt.
Neben Briefen mit Ortsvermerk gab es den Schreibschrift-Stempel mit und ohne Rand. Zwischen 1834 und 1843 wurde handschriftlich das Datum vermerkt. 1845 gab es den Zweikreissehnenstempel, bei dem auch das Datum handschriftlich eingefügt werden sollte. 1859 kam der Zweikreisstempel mit Datum, Jahreszahl und Uhrzeit. Die Briefmarken wurden mit dem Rostrautenstempel mit der Nummer „34“ entwertet.
In den Adressbüchern (ab 1833) werden bis 1871 Postexpedienten aufgeführt. 1872 wurde die Postanstalt unter dem Postexpedienten und dann Postagenten Ludwig Beißenhirtz (1871–1893) in eine Postagentur und 1897 in eine Postverwaltung umgewandelt. Postverwalter war August Meiburg (1897–1916).
Im Circular 82 vom 13. Oktober 1862 wurde der Landbotendienst in den Bezirken der Postanstalten zu Ottenstein und Hehlen geregelt.

## Hehlen (Bodenwerder)

Frühe Poststempel von Hehlen

Eine Postexpedition erhielt Hehlen zum 1. November 1862, Postexpedient war der Kaufmann Ludwig Zeidler (1862–1870) und Heinrich Böker, (1871).
Umgewandelt 1872 in eine Postagentur, Postagenten waren Heinrich Böker (1872–1889), Werner Böker (1890–1892), Carl Sagebiel (1893–1896) und Wilhelm Sagebiel (1897–1916). Sie verwendeten den Zweikreisstempel mit Datum, Jahr und Uhrzeit. Zur Entwertung der Postwertzeichen verwendete man den Rostrautenstempel mit der Nummer „26“ der früher in Immendorf gebraucht worden war.

## Stadtoldendorf

Frühe Poststempel von Stadtoldendorf

Die 1743 eingerichtete Fahrpost von Braunschweig nach Holzminden fuhr auch durch Stadtoldendorf, um diese Zeit dürfte es ein Postwärteramt gegeben haben. Briefe mit handschriftlicher Ortsangabe sind bekannt.
In der Westphälischen Zeit gehörte Stadtoldendorf zum Departement der Leine, zum Distrikt Einbeck, zum Kanton Stadtoldendorf. In der Stadt gab es eine Postexpedition unter Leitung des Expediteurs Meyer (1810–1813). Er verwendete den Einzeiler Stadt – Oldendorf. Auch ist ein Stempel „FRANCO“ bekannt geworden.
Seine Nachfolger nutzten den Einzeiler noch bis 1852, wobei sie handschriftlich das Datum dazu setzten. Außerdem wurde, ab 1839, ein Einkreisstempel mit einem Datumstrich in der Mitte verwendet, bei der das Datum von Hand eingetragen werden musste. Ab Mai 1851 verwendete man blaue Stempelfarbe.
Seit 1849 wurden, von Stadtoldendorf aus, Negenborn und Golmbach mit Post versorgt, wie des General-Circular berichtet.
1856 wurde ein Rechteckstempel in Gebrauch genommen.
Die Braunschweigischen Anzeigen vom 5. Oktober 1865 berichten von der Umbenennung der Postexpedition in das Bahn- und Postamt Stadtoldendorf unter dem Postassistenten Fritsche. Im gleichen Jahr kam der Zweikreisstempel mit Datum, Jahr und Stunden sowie ein Zweizeiler „Ausgeliefert/Datum“ und ein Rechteckstempel „Aus dem Briefkasten“ in Gebrauch.
In den Braunschweigischen Anzeigen vom 24. März 1866 heißt es: „In der Gemäßheit eines Recripts der Herzoglichen Staatsministeriums vom 2. d. Monats ist die Verwaltung des Bahn- und Postamts Stadtoldendorf dem Bahn- und Postexpedienten Lüddecke, einem Postassistenten, vorübergehend übertragen worden.“ Wenige Monate später am 25. Juli wird, per Gesetz, die Post zum Bahnhof verlegt. Anfang 1867 wird die Personenpost zwischen Eschershausen und Vorwohle – Bahnhof – aufgehoben und an deren Stelle eine Local-Personenpost zwischen Eschershausen und Stadtoldendorf eingerichtet.
In den Adressbüchern wird Hermann Bock (1850–1874) seit 1850 als Posthalter genannt. Er war für die Pferde zuständig. Der Wagenmeister Carl Stümpel (1866–1874) unterstützte ihn ab 1866 dabei.

## Kloster Amelungsborn

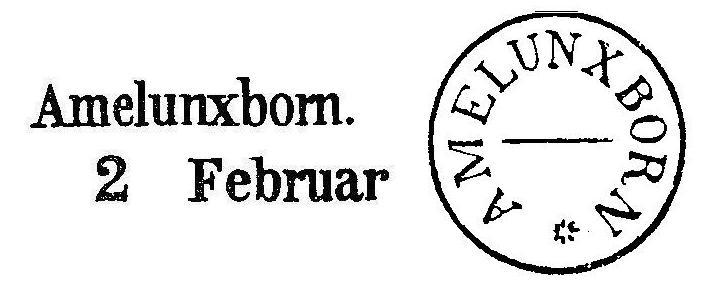
Frühe Poststempel von Amelunxsborn

Im Klostergut Amelunxborn gab es 1825 eine Postwärterei, als Postwärter wird Bernhard Kuhlmann genannt. Als er starb, wurde die Postwärterei am 1. Oktober 1842 geschlossen (Circular 44).
Vom 1. Oktober 1847 bestand eine Postsammelstelle für die örtliche Correspondenz. Die Postversorgung erfolgte über den Austausch der Posttaschen mit der durchfahrenden Postkutsche zwischen Eschershausen und Stadtoldendorf. Zwischen 1846 und 1849 bestand wieder eine Postwärterei.
Die erforderliche Ortsangabe auf den Briefen erfolgte zwischen 1830 und 1834 handschriftlich mit „Amelungsborn“ (mit g). Ab März 1843 ersetzte ein Zweizeiler-Stempel „Amelunxborn / Datum (Tag in Ziffern, Monat in Buchstaben“ den handschriftlichen Vermerk auf den Briefen. Ob es ein Poststempel ist, kann bezweifelt werden. Er findet sich auch auf Wegegeldquittungen. Von 1835 bis 1840 wurde auf den Briefen wieder handschriftlich „Amelungsborn“ vermerkt. Von 1840 bis 42 ist ein Einkreisstempel „Amelunxsborn“ mit Datumstrich bekannt. Das Datum ist wahrscheinlich nie ausgefüllt worden, der Abschlag ist meist unsauber. Ab 1843 wurde wieder handschriftlich der Ortsvermerk „Amelunxborn“ (mit x) angebracht, teilweise erhielten die Sendungen zusätzlich noch den Poststempel von Eschershausen.

## Wickensen

Westphälischer Stempel von Wickensen

Die von den Thurn und Taxis betriebene Kaiserliche Reichspost verfügte bereits 1764 über eine Fahrpost von Braunschweig über Gandersheim 1 – Greene 1 – Wickensen bis Holzminden. Um diese Zeit wurde vermutlich in Wickensen eine Postwärterei eingerichtet.
In der Zeit des Königreichs Westphalen gehörte Wickensen zum Departement der Leine im Distrikt Rinteln. Im Almanach Royal wird eine Postexpedition genannt; Expediteur war Mittendorf (1810–1813); er verwendete den Einzeiler-Stempel.
Nach den Befreiungskriegen wurde die Postexpedition bereits am 5. August 1817 aufgehoben. Die Postversorgung wurde von Eschershausen übernommen.

## Halle an der Weser

Frühe Poststempel von Halle an der Weser

Die Straße zwischen Einbeck – Eschershausen – Hameln führt auch über Halle an der Weser. Auf dieser Straße verkehrte seit 1777 eine Extrapost.
Halle im Königreich Westphalen, im Departement der Leine im Distrikt Einbeck wird im Verzeichnis aller westphälischen Postbüros vom 19. Oktober 1810 als Postexpedition aufgeführt. Man erhielt vermutlich auch die damals eingeführten Stempel; bekannt ist ein Einzeiler „Halle (Weser)“
Das General-Circular der Braunschweigischen Post berichtet am 24. März 1850 von der Errichtung einer Post-Expedition zu Halle a. d. Weser. „zum 1.4. c dem Kaufmann Godelmann übertragen“. Dieser Name wird auch bis 1875 in den Adressbüchern als Eduard Godelmann (1850–1875) genannt. Die Braunschweigische Anzeigen berichten am 18. Juni 1867, dass die Landbriefträger von Halle an der Weser nach Kriepke, Heyen (Fährhaus) Thran, Linse und Buchhagen sowie nach Dohnse, weiter nach Hunzen und Tuchfeld und nach Wegensen gingen.
Zwischen 1863 und 1885 wird noch der Posthalter Ludwig Hundertmark im Adressbuch genannt; es gab hier vermutlich eine Poststation zum Pferdewechsel.
Seit der Eröffnung 1850 ist ein Zweikreisstempel mit Ortsangabe Halle A/Weser”, bei dem das Datum handschriftlich einzutragen war, bekannt. Ab 1854 wird ein Rechteckstempel mit Datum und Uhrzeit angeschlagen. Zur Entwertung der Postwertzeichen verwendete man den Rostrautenstempel mit der Nummer „18“.
Als Leiter der Poststelle wird 1876 wieder Eduard Godelmann, diesmal als Postverwalter, (1876–1884) aufgeführt. Auch in der Postagentur, in die die Poststelle umgewandelt wurde, war ein Eduard Godelmann (1885–1895), diesmal als Postagent. Es ist unklar, ob hier nicht der Sohn auf den Vater gleichen Namens gefolgt ist. Sein Nachfolger war Hermann Kleinhaus (1896–1916) als Postverwalter, 1912 zum Postsekretär ernannt.

## Bisperode

Früher Stempel von Bisperode

Bis zur Eröffnung einer Postexpedition in Bisperode am 1. Juli 1867 wurden die Sendungen über Halle an der Weser oder von Eschershausen besorgt. Sendungen ins Hannöversche wurden gelegentlich auch im hannöverschen Postamt Lauenstein, 7–8 km über den Ith hinweg, aufgegeben. Postexpedienten waren Herr Schünemann (1868–1869) und Friedrich Feuerhacke (1870–1871).
Von 1867 bis 1880 ging der Landbriefträger Stäbe von Bisperode nach Neuhaus, Harderode, Wellihausen und Bremke. Wegen der kurzen Laufzeit bis zum Norddeutschen Postbezirk ist der Zweikreisstempel sehr selten. Den für alle Braunschweigischen Postanstalten obligatorischen Rostrautenstempel erhielt Bisperode nicht mehr.
1872 wurde die Postexpedition in eine kleinere Postagentur umgewandelt, die auch nur bis 1880 bestand. In dieser Zeit tat Friedrich Feuerhacke Dienst bei der Reichspost.

## Mainzholzen und Vorwohle

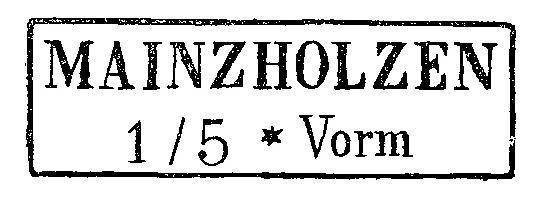
Frühe Poststempel von Mainholzen

Frühe Poststempel von Vorwohle

An der Straße von Gandersheim – Stadtoldendorf und Holzminden gelegen, erhielt Mainzholzen 1854 eine Postwärterei. Die Umwandlung in eine Postexpedition erfolgte zum 1. August 1857. Postwärter und dann Postexpedient war August Bretthauer (1854–1865). Mit der Eröffnung der Bahnstrecke Kreiensen – Holzminden ging am 10. Oktober 1865 die Postversorgung an die neu eröffnete, mit der dortigen Eisenbahnstation combinierte Postanstalt in Vorwohle über. Postmeister waren Carl Schmalz (1865–1866) und Wilhelm Sölter 11 (1866–1870) (es gab so viele Sölter, dass eine Nummer angehängt werden musste), gefolgt vom Bahn-Expedienten Notbohm (1871–1872) und dem Bahn-Assistenten Steinmeyer (1873).
In Mainholzen war der Rechteckstempel mit Zahlendatum, Stern und Halbtagsanzeige in Gebrauch. Zur Entwertung der Postwertzeichen verwendete man den Rostrautenstempel mit der Nummer „49“. Vorwohle übernahm diesen Stempel. Daneben kam in Vorwohle der Zweikreisstempel mit Datum, Jahreszahl und Uhrzeit zum Einsatz. Der Siegelstempel von Vorwohle ist erhalten geblieben.
In der Folgezeit wurde die Post in Vorwohle 1874 in eine Postagentur umgewandelt. Postagenten waren Heinrich Beulhausen (1874–1879), Carl Seumenicht (1880–1882), Hermann Schmidt (1883–1888), August Hartmann (1889–1892) und August Arnecke (1892–1900).
Ab 1900 wurde die Post in Vorwohle als Postverwaltung weitergeführt. Als Postverwalter waren Ernst Knabe (1901–1906), Alwin Bauke (1907–1915), und ab 1916 Heinrich Dörries im Amt.